# Daniel Morys
Daniel Morys (* 11. srpna 1977 Frýdek-Místek) je český manažer, od roku 2016 ředitel a předseda představenstva (od roku 2017 generální ředitel) Dopravního podniku Ostrava a.s. (DPO). Je členem předsednictva Sdružení dopravních podniků ČR, zakládajícím členem Elite klubu Moravskoslezského kraje.

## Profesní kariéra
Vystudoval marketing a management na Slezské univerzitě v Opavě (Obchodně podnikatelská fakulta v Karviné) v letech 1996–2001, MBA program absolvoval na Liverpool John Moores University v letech 2006–2009. Před nástupem do DPO zastával pozici generálního ředitele a jednatele společnosti ČEZ Energetické služby, v letech 2010–2012 byl ředitelem úseku Finance a správa této společnosti a v letech 2008–2010 byl ředitelem úseku Obchod ve stejné společnosti. Pracoval v ČEZ Logistice s.r.o., Severomoravské energetice a.s. i společnostech LOGIS s.r.o. a FoundryMart, Inc.
V soutěži Manažer roku 2020 se umístil v TOP 10 a zároveň se stal vítězem v kategorii Služby.
Od roku 2021 je členem předsednictva Sdružení dopravních podniků ČR, které formuluje a prosazuje společné zájmy městských dopravních podniků u orgánů státní správy. Reálným úspěchem bylo dosažení legislativní úpravy znamenající osvobození trakční energie od poplatků na OZE (obnovitelné zdroje energie).
Po dobu jeho působení v DPO představil podnik řadu inovativních projektů: Na systém hrazení jízdného platebními kartami s denní optimalizací (po vzoru Londýna) navázal projekty jako BezpapirOVA (ukončení prodeje papírových jízdenek), zavedení služby asistentů přepravy, instalace Wi-Fi pro cestující ve vozidlech, Tyrkysová sbírka (výtěžek putuje neziskovým organizacím), instalace antikolizních systémů do tramvají, simulátor pro řidiče tramvají, mobilní aplikace MojeDPO, „Bez dieselu“ (možnost nevyužívat dieselové autobusy v běžné denní výpravě), pořízení double-deckerů s pohonem na CNG, obměna vozového parku (tramvají, autobusů i trolejbusů) s využitím evropských dotací, pořízení elektrobusů včetně ultrarychlých dobíjecích stanic.
Některé modernizační kroky však byly kritizovány. Jednalo se například o pořízení tramvají Škoda 39T s malou kapacitou a vysokou cenou. Rovněž nákup dvou patrových autobusů pro linku mezi zoo a Dolními Vítkovicemi byl považován za fiasko, neboť autobusy na této trase jezdily téměř prázdné. Doubledeckery po prvém roce provozu prodloužily svou turistickou trasu na lince 88, což mělo pozitivní vliv na jejich využívání. Na nové trase doubledeckery sezónně přepravují desítky tisíc cestujících.

## Osobní život
Je ženatý a má čtyři děti.[zdroj?] Žije v Palkovicích u Frýdku-Místku. Ve volném čase se věnuje rodině a sportu – baví ho běhání, tenis, golf, výlety do hor, ale i jízda na čtyřkolce. K jeho celoživotním koníčkům patří četba a vzdělávání v oblastech řídicích odborností – leadershipu.[zdroj?]